# Jerome Walton
Jerome O'Terrell Walton (né le 8 juillet 1965 à Newnan, Géorgie, États-Unis) est un ancien joueur des Ligues majeures de baseball ayant évolué à la position de voltigeur de 1989 à 1998.

## Carrière
Jerome Walton est un choix de 2e ronde des Cubs de Chicago en 1986. Il fait ses débuts dans les majeures en 1989, présentant une moyenne au bâton de ,293 avec 139 coups sûrs et 46 points produits, chiffres suffisants pour lui valoir le titre de recrue de l'année dans la Ligue nationale. De plus, il se distingue cette année-là par une séquence de 30 matchs consécutifs avec au moins un coup sûr, ce qui égale le record de la franchise des Cubs, établi en 1922-1923 par Charlie Grimm.
Walton joue pour les Cubs pendant quatre saisons (1989-1992), après quoi il s'aligne pour les Angels de la Californie (1993), les Reds de Cincinnati (1994-1995), les Braves d'Atlanta (1996), les Orioles de Baltimore (1997) et les Devil Rays de Tampa Bay (1998). Hormis les premières saisons de sa carrière à Chicago, il a surtout été employé dans un rôle de joueur réserviste.
Il fut membre de la franchise des Devil Rays à leur saison inaugurale dans la Ligue américaine en 1998.